# Fontscalents (Castellcir)
Fontscalents és una font del terme municipal de Castellcir, a la comarca del Moianès.
Està situada a 680 metres d'altitud, en el sector occidental del terme. És al nord d'Esplugues, a l'esquerra de la Riera de Fontscalents, al nord de lloc on s'aboca el Xaragall de la Cuaranya i al sud-est de la masia del Verdeguer.
Al sud-est d'aquesta font es troba el Pou d'Esplugues i al nord-est, la Poua Montserrat i el Fornot del Verdeguer.
El seu accés, a peu, es pot fer des del lloc on el Camí d'Esplugues travessa la Riera d'Esplugues per un passant a gual encimentat, just al nord de la masia d'Esplugues. Cal seguir riera amunt per la seva riba dreta, seguint el corriol que discorre sempre més proper a l'aigua. En havent passat la tercera porta de filferrat, que delimita els espais pels quals circulen lliurement les vaques que pasturen en aquells camps, el corriol arriba a la bauma on es troba la font, sota una imatge de la Mare de Déu de Lorda.
El nom d'aquesta font denota una antiga surgència d'aigua calenta o tèbia. Actualment l'aigua que en surt ho fa a la temperatura habitual en les altres fonts del terme.